# Страхование профессиональной ответственности
Страхование профессиональной ответственности — вид страхования ответственности. Предназначен для защиты имущественных интересов, связанных с возможным возмещением вреда третьим лицам, для лиц, занимающихся индивидуально профессиональной деятельностью . К лицам, индивидуально занимающимся профессиональной деятельностью, относят нотариусов, адвокатов, частных практикующих врачей, архитекторов, риэлторов, представителей иных профессий . Страхование профессиональной ответственности осуществляется как в добровольной, так и в обязательной форме.

## Объект страхования
Объектом страхования является имущественный интерес физического лица-профессионала, связанный с возможным возникновением ущерба у потребителя услуги, оказываемой профессионалом, вследствие каких-либо упущений, недосмотров, неосторожности и других неумышленных действий в отношении лиц, которому оказываются услуги. При этом необходимым условием страхования является то, что профессионал обладает необходимыми знаниями, компетенцией для данного вида деятельности и относится к своим обязанностям добросовестно. Подтверждением уровня квалификации является наличие необходимых для занятия тем или видом профессиональной деятельности документов: дипломов, сертификатов. 
Заключение договора страхования профессиональной ответственности позволяет переложить ответственность за возмещение ущерба на страховую компанию.

## Перечень страхуемых рисков
В зависимости от вида деятельности профессионала ущерб может быть причинён здоровью, материальному или финансовому состоянию клиента - потребителя услуг. 
Например, при страховании профессиональной ответственности нотариуса страховым случаем является событие, с наступлением которого возникает обязанность страховщика произвести страховую выплату:
- Событие должно произойти в процессе нотариальных действий;
- Событие должно повлечь за собой установленную законодательством обязанность страхователя возместить ущерб, нанесённый имущественным интересам третьих лиц в период действия договора страхования;
- Событие не должно являться результатом умышленного нарушения страхователем своих профессиональных обязанностей;
- Факт предъявления имущественных претензий со стороны третьих лиц должен быть подтверждён.

Подобным образом определяется перечень страхуемых рисков при страховании других видов профессиональной ответственности
.